# Bernard Hermesdorf

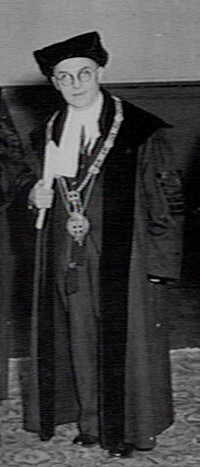
Bernard Hermesdorf

Bernardus Hubertus Dominicus Hermesdorf (Chevremont, 3 november 1894 – Nijmegen, 3 november 1978) was een Nederlands katholiek geïnspireerd rechts- en cultuurhistoricus en hoogleraar aan de Katholieke Universiteit Nijmegen.

## Achtergrond
Hermesdorf werd geboren als zoon van Franz Peter Hermesdorf die op 3 januari 1899 bij wet genaturaliseerd was. Bernards vader was kunstschilder en restaurateur (peintre-restaurateur). Zijn moeder was Maria Josepha Francisca Hubertina Deutz. Het was een katholiek artistiek milieu waarin Hermesdorf geboren werd. Zijn vader overleed toen Bernhard bijna tien was. Zijn moeder hertrouwde drie jaar later met een slager. Zelf was hij een kunstzinnig en kunstminnend mens. Hij huwde in 1922 met Jeanette Louise Maria (Nettie) Teulings met wie hij twee zonen en een dochter had. Na haar overlijden in 1952 huwde hij in 1953 met Maria Josepha Hubertina Isabella (Isabella) Imkamp met wie hij geen kinderen had.
Hermesdorf deed zijn gymnasium in Rolduc. Vanaf 1913 studeerde hij rechten in Utrecht, waar hij o.a. colleges handelsrecht volgde bij Willem Molengraaff. Op 30 juni 1919 promoveerde hij in de rechtswetenschap.

## Juridische en wetenschappelijke loopbaan
Hij startte zijn werkzame leven als secretaris van de Raad van Arbeid in Heerlen. Enkele jaren later werkte hij als bedrijfsjurist in het octrooirecht te Deventer, waar hij zich in 1923 vestigde als advocaat en procureur. In Deventer was hij tevens secretaris van meerdere katholieke sociale organisaties.
Op 27 april 1928 aanvaardde hij het ambt van lector in het Romeins recht aan de Katholieke Universiteit Nijmegen met de rede Enkele beschouwingen over het Romeinsch recht in verband met het Academisch Instituut. Hij had op dat moment op dit vakgebied niets gepubliceerd. De Universiteit wilde hem als vervanging voor de een jaar eerder aangestelde G.M.G.H. Russel (1891-1962) die niet de juiste man op de juiste plaats bleek te zijn.
Bij gebleken geschiktheid zou hij tot hoogleraar in de rechtsgeschiedenis benoemd worden, wat zowel het Romeinsch recht als het oudvaderlands recht inhield. Doordat zijn voorganger E.J.J. van der Heijden het oudvaderlands recht niet eerder af wilde staan duurde het tot het studiejaar 1938-1939 voordat Hermesdorf zijn professoraat kon aanvaarden. Op 6 februari 1939 hield hij zijn intreerede De verhouding van Romeinsch tot Oud Vaderlandsch recht in geschiedenis en academische opleiding. Op dat moment beëindigde hij zijn hoogleraarschap Romeinsch recht te Leuven dat hij in 1931 aanvaard had in afwachting van zijn Nijmeegse professoraat. Hij heeft de dubbele leeropdracht vervuld tot aan zijn emeritaat in 1965.
Tijdens de oorlogsjaren was hij Rector Magnificus van de Nijmeegse universiteit. Hij was 11 december 1942 benoemd en zou pas na de bevrijding op 17 september 1945 aftreden. In maart 1943 verplichtten de Duitsers alle Nederlandse studenten een loyaliteitsverklaring te tekenen. Hermesdorf weigerde om principiële redenen, als enige Nederlandse rector, de verklaringen die uiterlijk 10 april 1943 ondertekend moesten zijn aan zijn studenten te verstrekken. Het gevolg was dat de universiteit op 10 april 1943 gesloten werd. Slechts twee van de 639 Nijmeegse studenten hebben op eigen initiatief de verklaring op het ministerie getekend.
Hermesdorf overleed in Nijmegen op zijn 84ste verjaardag nadat hij kort ziek was geweest. Bij zijn overlijden was het manuscript van Rechtsspiegel persklaar. In 1980 is het uitgegeven door zijn vriend P.J. Verdam.

## Onderscheidingen
Hermesdorf is twee maal onderscheiden.
- 1947 als Ridder in de Orde van de Nederlandse Leeuw[9]
- 1964 als Commandeur in de Kroonorde van België

## Wetenswaardigheden
- Kort na zijn benoeming als lector in 1928 verhuisde Hermesdorf naar Nijmegen. Hij ontwierp zelf een huis aan de Groesbeekseweg waarvoor hij ook het interieur tot in detail zelf uitwerkte.
- In januari 2013 reikte de Radboud Universiteit voor het eerst de Hermesdorfprijs uit aan een eigen wetenschapper die landelijke bekendheid had gekregen met een eigen onderzoek. Daarnaast wordt er jaarlijks een Hermesdorfprijs uitgereikt aan jong talent, en de 'Hermesdorfprijs internationaal' aan een wetenschapper die met eigen onderzoek bekendheid kreeg in de internationale media.[10]
- Hermesdorf was in 1945 medeoprichter van het Rijksbureau voor oorlogsdocumentatie, wat datzelfde jaar Rijksinstituut voor oorlogsdocumentatie (RIOD) ging heten, en sinds 1999 NIOD.
- Hermesdorf gaf als invaller voor de vertrokken Verdam college oudvaderlands recht aan de Vrije Universiteit te Amsterdam.

## Publicaties (selectie)
- 1928 Enkele beschouwingen over het Romeinsch recht in verband met het Academisch Instituut. Rede bij de aanvaarding van het lectoraat Romeinsch recht Nijmegen. (N.V. Dekker en Van de Vegt en J.W. van Leeuwen, Nijmegen-Utrecht)[11]
- 1936 Schets der uitwendige geschiedenis van het Romeins recht (Utrecht-Nijmegen, Dekker en Van de Vegt N.V.)[11] De 1ste druk (1936), de 2de druk (1945) en de 3de druk (1946) zijn ook uitgegeven door 'N.V. De Standaard Boekhandel, Antwerpen, Brussel, Gent, Leuven'. Door Dekker en Van de Vegt is van de 1ste druk ook een Duitstalige versie uitgegeven. In 1972 verscheen hiervan de 7de druk.
- 1939 De verhouding van Romeinsch tot Oud Vaderlandsch recht in geschiedenis en academische opleiding. Rede bij de aanvaarding van het hoogleraarschap faculteit rechtsgeleerdheid Nijmegen. (N.V. Dekker en van de Vegt, Nijmegen-Utrecht)[11]
- 1943 Aante(e)keningen bij de geschiedenis van het oude vaderlands(ch)e recht, oorspronkelijk van Van der Heijden in twee delen verschenen, het 'groene' en het 'rode' boekje.[11] In bewerking van Hermesdorf verscheen de achtste druk in 1968.
- 1950 Het heymael. Aantekeningen bij een oude dingtaal uit het Amorland (Leiden, E.J. Brill)[11]
- 1951 Licht en schaduw in de advocatuur der Lage Landen (Leiden, E.J. Brill)[11]
- 1954 Recht en Taal te hoofde. Opstellen over de ontmoeting tussen Nederlandse letteren en Oud-vaderlands recht. (Zwolle, Tjeenk Willink)[11]
- 1957 "De herberg in de Nederlanden" een blik in de beschavingsgeschiedenis.  Ongewijzigde uitgave 1977 Gysbers & Van Loon, Arnhem  ISBN 90-6234016X
- 1964 Louis Veuillot. Een vreemde eend in de bijt der rechtsgeschiedenis (Nijmegen-Utrecht, N.V. Dekker en Van de Vegt)[11]
- 1968 Römisches Recht in den Niederlanden (Mediolani, Giuffrè)
- 1971 Is in de regula van Benedictus romeinsrechtelijke beïnvloeding aanwijsbaar? (Wolters-Noordhoff)
- 1978 'Een jurist uit de zuidelijke Nederlanden over de rechtspositie der joden'. In: Verslagen en Mededelingen. Vereeniging tot uitgave der bronnen van het Oud-Vaderlandsche Recht. Nr.1
- 1980 Rechtsspiegel. Een rechtshistorische terugblik in de Lage Landen van het herfsttij (Nijmegen, Dekker & van de Vegt)
- Meerdere publicaties over de Bernardus van Clairvaux:  Bernardus van Clairvaux, paladijn in de strijd om het recht, Bernardus van Clairvaux als jurist, Het wilsmoment bij Bernardus van Clairvaux, De humor bij Bernardus van Clairvaux, Bernardus van Clairvaux en het rechtsleven van zijn tijd en Bernardus van Clairvaux, hervormingsplannen met betrekking tot rechterlijke organisatie en rechtspraak
- Publicaties over de Limburgse en Gelderse rechtsgeschiedenis